# Hans Reinhard Seeliger
Hans Reinhard Seeliger (* 15. März 1950 in Oberhausen) ist ein deutscher Kirchenhistoriker.

## Leben
Hans Reinhard Seeliger studierte Theologie, Philosophie, Kunstgeschichte und Psychologie an den Universitäten Augsburg und Münster. Er promovierte 1980. 1983 wurde er Hochschulassistent an der Universität Mainz. 1986 wurde Seeliger Professor für Historische Theologie an der Universität Siegen. Von Juni 2001 bis zu seiner Emeritierung 2016 war er Professor für Alte Kirchengeschichte, Patrologie und Christliche Archäologie an der Universität Tübingen. Er unterzeichnete das Memorandum „Kirche 2011: Ein notwendiger Aufbruch“.
Seeliger war von 2011 bis 2021 Präsident der Gesellschaft für Geschichte des Weines.

## Veröffentlichungen
- Kirchengeschichte – Geschichtstheologie – Geschichtswissenschaft. Analysen zur Wissenschaftstheorie und Theologie der katholischen Kirchengeschichtsschreibung. Patmos-Verlag, Düsseldorf 1981, ISBN 3-491-71101-0 (Dissertation, Universität Münster).
- mit Johannes G. Deckers und Gabriele Mietke: Die Katakombe „Santi Marcellino e Pietro“. Repertorium der Malereien. Pontificio Istitutio di Archaeologia Christiana/Aschendorffsche Verlagsbuchhandlung, Città del Vaticano/Münster 1987, ISBN 3-402-05280-6 (Text- und Tafelband).
- Hora lectionis. Die Festtagslesungen der Alten Theologen aus dem Stundenbuch der Kirche. Pustet, Regensburg 1991, ISBN 3-7917-1279-9.
- (Hrsg.): Kriminalisierung des Christentums? Karlheinz Deschners Kirchengeschichte auf dem Prüfstand. Herder, Freiburg im Breisgau 1993, ISBN 3-451-23222-7 (2. Auflage, ebenda 1994).
- (Hrsg.): Alfons Maria Schneider / Reticvlvm. Ausgewählte Aufsätze und Katalog seiner Sammlungen (= Jahrbuch für Antike und Christentum. Ergänzungsband 25). Aschendorff, Münster 1998, ISBN 3-402-08109-1.
- mit Klaus-Dieter Dorsch: Römische Katakombenmalereien im Spiegel des Photoarchivs Parker. Dokumentation von Zustand und Erhaltung 1864–1994. Aschendorff, Münster 2000, ISBN 3-402-05281-4.
- mit Josef Staab und Wolfgang Schleicher: Schloss Johannisberg. Neun Jahrhunderte Weinkultur am Rhein. Woschek, Mainz 2001, ISBN 3-924744-35-1.
- (Hrsg.): Kirsten Krumeich: Spätantike Bischofssitze Ägyptens. Reichert, Wiesbaden 2007, ISBN 978-3-89500-501-5.
- (Hrsg., mit Dmitrij Bumazhnov): Syrien im 1.–7. Jahrhundert (= Studien und Texte zu Antike und Christentum. Band 62). Mohr Siebeck, Tübingen 2011, ISBN 3-16-151000-3.
- mit Wolfgang Wischmeyer: Märtyrerliteratur. Hrsg., eingeleitet und kommentiert (= Texte und Untersuchungen zur Geschichte der altchristlichen Literatur. Band 172). De Gruyter, Berlin/Boston 2015, ISBN 978-3-11-032153-1.
- mit Wolfgang Wischmeyer: Legendae martyrum urbis Romae / Märtyrerlegenden der Stadt Rom. Herausgegeben, übersetzt, kommentiert und eingeleitet (= Fontes Christiani. Band 96). 2 Teilbände, Herder, Freiburg 2022, ISBN 978-3-451-32930-2 (Teilband 1) und ISBN 978-3-451-32931-9 (Teilband 2).